# フラム海峡
フラム海峡（フラムかいきょう、英語: Fram Strait）は、グリーンランドとスヴァールバル諸島の間に位置する海峡。北極海とグリーンランド海を結んでいる。

## 名称
名称は、ノルウェーの探検船であるフラム号に由来する。

## 地理
北極海の出入り口のひとつで、グリーンランド海およびノルウェー海を経て世界の大洋（World Ocean）につながる。北極海に繋がる海峡としては最も深く、その深さは 2.6 km に達する。
北極海と世界の大洋を結ぶ海には、フラム海峡の他にバレンツ海回廊 (Barents Sea Opening) 、ベーリング海峡、カナダの北極諸島の狭い海峡群があるが、それらはいずれもフラム海峡に比べ浅くて狭い。